# Hrabstwo Garland

Piramida wieku hrabstwa

Hrabstwo Garland – hrabstwo w USA, w stanie Arkansas. Według danych z 2010 roku, hrabstwo zamieszkiwało 96 024 osób.

## Miejscowości
- Hot Springs
- Fountain Lake
- Lonsdale
- Mountain Pine

## CDP
- Hot Springs Village
- Lake Hamilton
- Piney
- Rockwell